# Aluki Kotierk

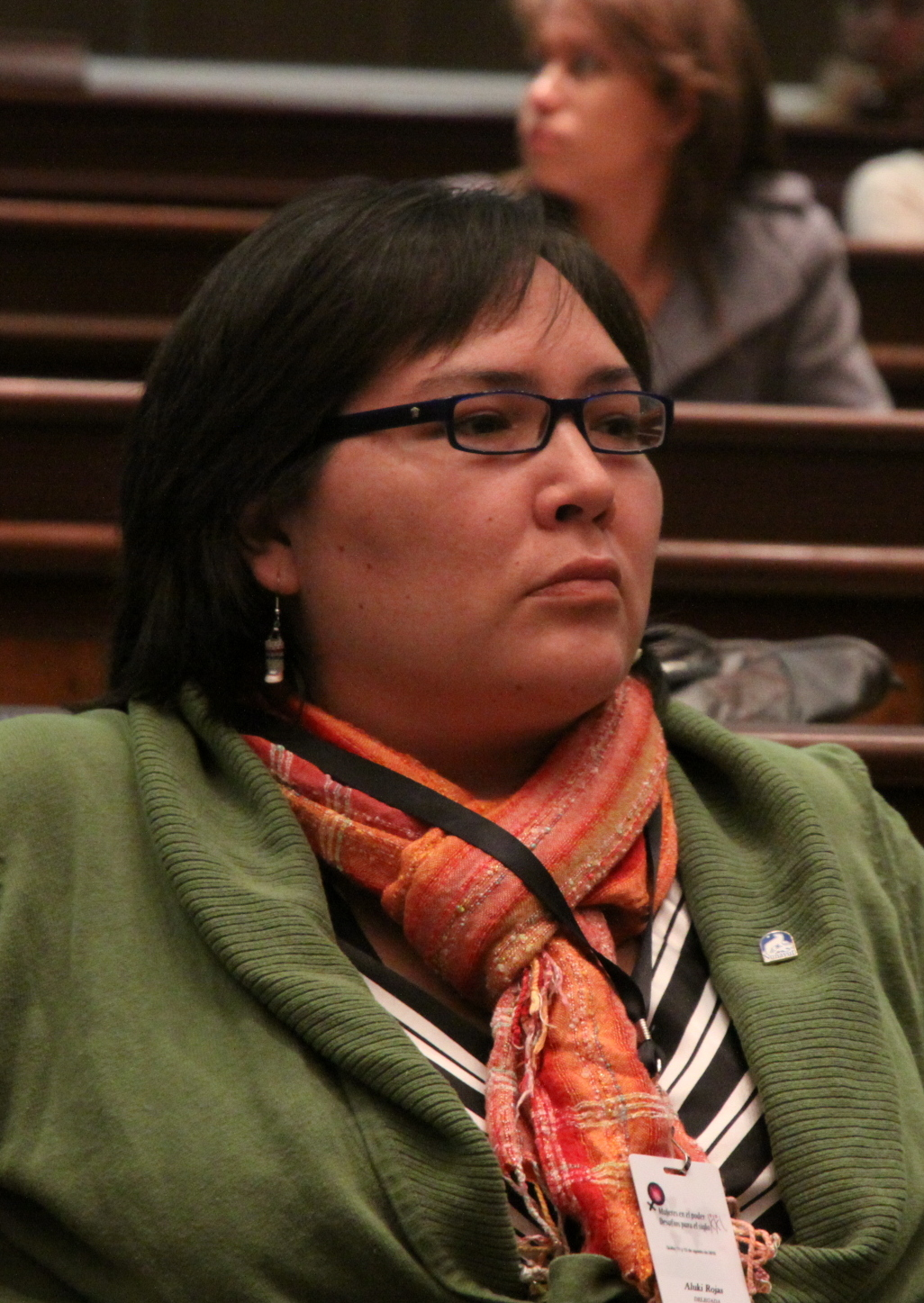
Aluki Kotierk (2010)

Aluki Kotierk (Inuktitut ᐊᓗᒃᑲ ᑯᑎᐊᕐᒃ, * 1975 in Iqaluit, Nordwest-Territorien) ist eine inuit-kanadische Politikerin und Aktivistin für Indigenen-Rechte.

## Herkunft und Ausbildung
Aluki Kotierk wurde 1975 in Iqaluit in der heutigen Provinz Nunavut im Nordosten Kanadas geboren. Sie absolvierte an der Trent University in Peterborough, Ontario ein Bachelor-Studium in Native Studies and Comparative Development und ein Master-Studium in Native Studies and Canadian Studies.

## Karriere
Aluki Kotierk arbeitete für verschiedene Inuit-Organisationen wie Pauktuutit Inuit Women of Canada, Inuit Tapirisat of Canada (heute Inuit Tapiriit Kanatami) und Nunavut Sivuniksavut. Außerdem bekleidete sie Verwaltungspositionen im Büro des Sprachkommissars von Nunavut, bei Nunavut Tunngavik Incorporated und war stellvertretende Ministerin in der Regional-Regierung von Nunavut.
Im November 2016 ließ sie sich als Direktorin für Beschäftigung und Ausbildung der Inuit bei Nunavut Tunngavik Inc. beurlauben, um als Präsidentin von Nunavut Tunngavik Incorporated (NTI) zu kandidieren. Am 13. Dezember 2016 gewann sie gegen die Amtsinhaberin Cathy Towtongie mit 243 Stimmen. Im Februar 2021 wurde sie für eine weitere vierjährige Amtsperiode bestätigt.
Sie ist auch Leiterin von angeschlossenen Gesellschaften, darunter Makigiaqta Inuit Training Corporation Nunavut Tunngavik Foundation, der Nunavut Inuit Resource Revenue Trust und der Nunavut Elders Supplemental Trust. Kotierk benannte als Schwerpunkte ihrer Präsidentschaft Befähigung, kollektive Heilung, Inuitsprachen, Inuit-Kultur und Inuit-Identität.
Sie ist für die Periode von 2023 bis 2025 als Repräsentantin der arktischen Bevölkerung Mitglied des Ständiges Forum für indigene Angelegenheiten bei der Hauptabteilung Wirtschaftliche und Soziale Angelegenheiten der Vereinten Nationen (DESA).
Kotierk vertritt als eine von zwei Co-Vorsitzenden die indigenen Organisationen in der Global Task Force für die International Decade of Indigenous Languages (IDIL) 2022–2032.

## Privates
Kotierk lebt in Iqaluit, sie spricht Englisch und Inuktitut, hat fünf Kinder und einen Enkel.